# 赤城パーキングエリア
赤城パーキングエリア（あかぎパーキングエリア）は、群馬県渋川市赤城町津久田にある関越自動車道のパーキングエリア。
赤城ICに併設されている。上下線共にPAからICへ出ることはできるが、ICからPAには入ることはできない。

## 施設

### 上り線（東京方面）
- 駐車場
  - 大型7台
  - 小型14台
- トイレ
  - 男性 大2（和式1・洋式1）・小5
  - 女性 5（和式1・洋式4）
  - 車椅子用 1
- 自動販売機

### 下り線（長岡方面）
- 駐車場
  - 大型7台
  - 小型14台
- トイレ
  - 男性 大2（和式1・洋式1）・小5
  - 女性 5（和式1・洋式4）
  - 車椅子用 1
- 自動販売機

## 隣
E17 関越自動車道
(12)渋川伊香保IC - (12-1)赤城IC/PA - 赤城高原SA - (12-2)昭和IC